# NeXTSTEP
NeXTSTEP er et styresystem udviklet af NeXT Computer, Inc. for at køre på deres NeXT-computere, uformelt kaldet "sorte bokse", ("black boxes"). 

## Versioner
NeXTSTEP 1.0 blev udgivet 18. september 1989 og den sidste version, NeXTSTEP 3.3 blev udgivet tidligt i 1995. Efter udgivelsen af NeXTSTEP 3.2 bestemte NeXT at slutte sig sammen med Sun Microsystems for at udvikle OpenStep, en tværplatform standard for både Suns Solaris, Microsofts Windows og NeXT egen version af Mach-kernen.

## Opkøbet
I 1997 købte Apple Computer NeXT Computer og fik også styresystemeet OpenStep med i købet. OpenStep blev brugt som en form for base i Mac OS X, og OpenSteps arv kan fortsat ses i Cocoa-programmeringssproget, hvor Objective-C-bibliotek klasser begynder med bogstaverne "NS". 
WorldWideWeb, blev udviklet på NeXTSTEP-platformen.